# 15406 Блайбтрой
15406 Блайбтрой (15406 Bleibtreu) — астероїд головного поясу, відкритий 23 листопада 1997 року.
Тіссеранів параметр щодо Юпітера — 3,346.